# Koziebrodzcy herbu Jastrzębiec

Herb Jastrzębiec

Koziebrodzcy herbu Jastrzębiec – polska rodzina szlachecka.
Koziebrodzcy, pieczętujący się herbem Jastrzębiec, byli rodziną pochodzenia mazowieckiego, która nazwisko wzięła od Koziebród w pow. raciążskim na przełomie XIV/XV wieku. Była licznie rozrodzona, poza Mazowszem od XVIII w. obecna również na Ziemi Dobrzyńskiej i Rusi Czerwonej.
W 1783 r. jedna gałąź rodziny uzyskała od cesarza tytuł hrabiego Galicji (graf von Bolesta Koziebrodzki).

## Przedstawiciele rodu
- Jan Koziebrodzki (ok. 1424-po 1468) – kasztelan sierpecki i raciążski
- Józef Franciszek Koziebrodzki (1779-po 1800) – pisarz ziemski dobrzyński, konsyliarz ziemi dobrzyńskiej konfederacji targowickiej
- Marcin hr. Koziebrodzki (1720-1787) – podsędek lwowski i halicki, porucznik chorągwi pancernej, starosta chreptyjowski i olchowiecki, członek Stanów Galicyjskich
- Tadeusz hr. Koziebrodzki (1860-1916) – dyplomata Austro-Węgier, szambelan dworu cesarskiego
- Tomasz Koziebrodzki (1757-1818) – skarbnik rypiński i dobrzyński, podsędek dobrzyński
- N. Koziebrodzki – hrabia, rotmistrz[1]